# フレンズ: ザ・リユニオン
「フレンズ: ザ・リユニオン」（"Friends: The Reunion"、または "The One Where They Get Back Together"）は、アメリカ合衆国のシットコムシリーズ『フレンズ』の2021年の再結集特別エピソードである。エピソードは番組クリエーターであるケヴィン・S・ブライト、マルタ・カウフマン、デヴィッド・クレーン、メインキャスト陣、監督のベン・ウィンストンが製作総指揮を務める。台本が存在しないこのエピソードではメインキャストが番組のセット（アパート、コーヒーショップ、噴水など）を再訪し、出演したゲストや著名人に会い、かつてのエピソードの読み合わせや再演を行い、舞台裏の映像が公開される。
エピソードは2021年5月27日にHBO Maxで配信された。

## 製作
2019年11月12日、『ハリウッド・リポーター』はワーナー・ブラザース・テレビジョンが『フレンズ』のキャストとクリエーターが復帰する再会スペシャルをHBO Max向けに企画中であることを報じた。2020年2月21日、ワーナーメディアは脚本のない『フレンズ』の再会スペシャルがオリジナルキャスト全員とクリエーターに復帰委託されたと発表した。
エピソードは番組のクリエーターであるケヴィン・S・ブライト、マルタ・カウフマン、デヴィッド・クレーン、メインキャストのジェニファー・アニストン、コートニー・コックス、リサ・クドロー、マット・ルブランク、マシュー・ペリー、デヴィッド・シュワイマーによって製作総指揮された。フルウェル73のベン・ウィンストンもまた製作総指揮と監督を務めた。ワーナー・ブラザース・アンスクリプテッド&オルタナティヴ・テレビジョンもまた製作に関与した。

### 撮影
エピソードはカリフォルニア州ロサンゼルスのワーナー・ブラザース・スタジオ・バーバンクの「『フレンズ』ステージ」として知られるステージ24で撮影された。これは『フレンズ』第2シーズンから撮影に使われていた。撮影は2021年4月に始まった。撮影スケジュールは2度遅れた。当初は2020年3月23日、次は2020年8月を予定していたが、どちらもCOVID-19パンデミックの影響により中止された。
エピソードのトリビアゲームとトークショーの部分は「COVID検査済みでギグとして雇われた組合のエキストラ」のライブオーディエンスの前で撮影された。

## キャスト

### メインキャスト
- ジェニファー・アニストン
- コートニー・コックス
- リサ・クドロー
- マット・ルブランク
- マシュー・ペリー
- デヴィッド・シュワイマー

### オリジナル番組プロデューサー
- ケヴィン・S・ブライト（英語版）
- デヴィッド・クレーン
- マルタ・カウフマン（英語版）

### ゲスト
- デビッド・ベッカム
- ジャスティン・ビーバー (ロスのスパッドニクの衣裳を着る)
- BTS
- ジェームズ・コーデン (キャストのインタビューのモデレーター)
- シンディ・クロフォード (ロスのレザーパンツを履く)
- カーラ・デルヴィーニュ (レイチェルの花嫁付き役ドレスとロスのホリデー・アルマジロの衣裳を着る)
- エリオット・グールド (観客席ゲスト)
- キット・ハリントン
- レディー・ガガ (クドローと共に「猫はくちゃい」を歌う)
- ラリー・ハンキン（英語版） (トリビアゲームのゲスト)
- ミンディ・カリング
- トーマス・レノン (トリビアゲームのゲスト)
- クリスティナ・ピックルズ（英語版） (観客席ゲスト)
- トム・セレック (トリビアゲームのゲスト)
- ジェームズ・マイケル・タイラー (Zoom出演)
- マギー・フィーラー（英語版） (キャストインタビューゲスト)
- リース・ウィザースプーン
- マララ・ユスフザイ

## 公開
再会スペシャルは2020年5月27日のHBO Maxの立ち上げと同時にオリジナルシリーズの全236話と共に配信される予定であった。2021年5月13日にティーザー予告が公開され、2021年5月27日にHBO Maxで配信予定であることが発表された。
スペシャル番組はイギリスとイタリアではSky OneとNow、オーストラリアではフォックステル・ナウとビンジ、ニュージーランドではTVNZ 2とTVNZオンデマンド、インドではZEE5、アラブ首長国連邦ではOSN、シンガーポール、マレーシア、インドネシア、ベトナム、タイ、フィリピン、台湾、香港ではHBOゴーとHBOアジア、スウェーデン、デンマーク、ノルウェー、フィンランドではHBOノルディックで放送または配信された。
中国ではIQIYI、Youku、テンセントビデオで配信されたが、レディー・ガガ、ジャスティン・ビーバー、BTSの出演箇所は削除された。またLGBTQと小便に言及する箇所も削除された。
日本では2021年5月31日よりU-NEXTで独占配信された。
ベトナムではFPT PlayとVieOnで配信された。
南アフリカでは2021年5月30日にMNET(DStv)で放送され、翌5月31日よりショーマックスで配信された。